# Trzy Wzgórza (dzielnica)
Trzy Wzgórza (do 2021 Osiedla XXX-lecia-Piastów-Dąbrówki) – jednostka pomocnicza gminy zwana dzielnicą Wodzisławia Śląskiego.
Dzielnica położona na wzgórzach na wysokości 270–280 m n.p.m. poprzecinanych głębokimi wąwozami w których znajduje się Rodzinny Park Rozrywki Trzy Wzgórza. Dzielnica budowana w latach 1973–1990. Składa się z trzech wielkich osiedli mieszkaniowych – Os. XXX-lecia, Os. Piastów, Os. Dąbrówki. W planach było wybudowanie jeszcze jednego osiedla Batory jednakże w wyniku transformacji ustrojowej z planów zrezygnowano. Obecnie dzielnica liczy około 11 000 mieszkańców. 
W dzielnicy w 2015 r. wybudowano park rozrywki Trzy Wzgórza.
Od 1996 r. do 22 lipca 2021 r. dzielnica nosiła nazwę Osiedla XXX-lecia-Piastów-Dąbrówki. Nazwa została zmieniona Uchwałą Rady Miasta Wodzisławia Śląskiego nr 341/21 i nawiązuje do położonego pomiędzy osiedlami parku Trzy Wzgórza.

## Rada Dzielnicy
- Izabela Grela – Przewodniczący Rady Dzielnicy
- Łucjan Musiolik – Przewodniczący Zarządu Dzielnicy

## Ulice
- Leszka
- Mieszka
- Przemysława
- Radlińska
- Osiedle Dąbrówki
- Osiedle XXX-lecia

### Galeria

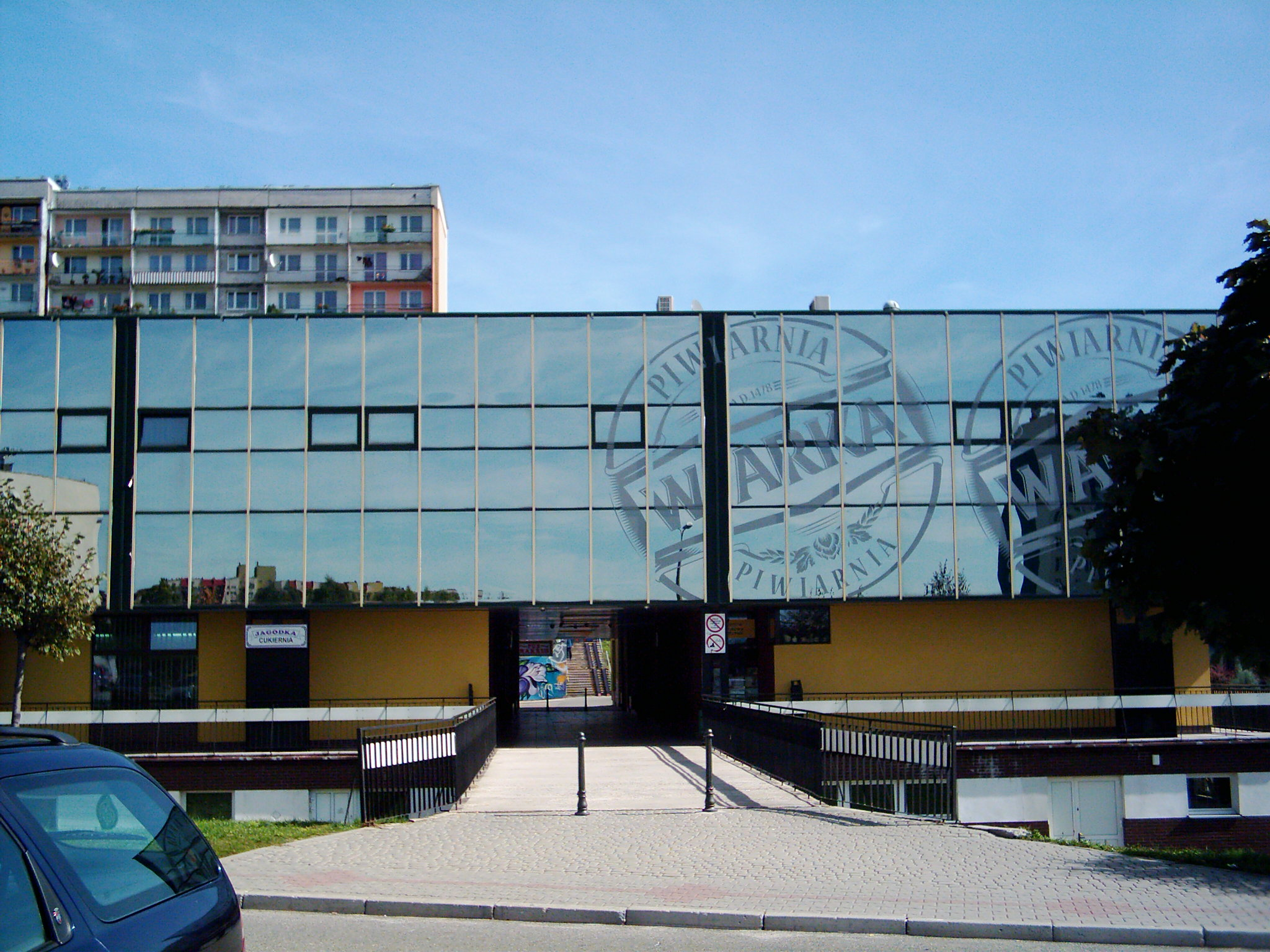
Budynek z Piwiarnią Warki w Wodzisławiu Śląskim
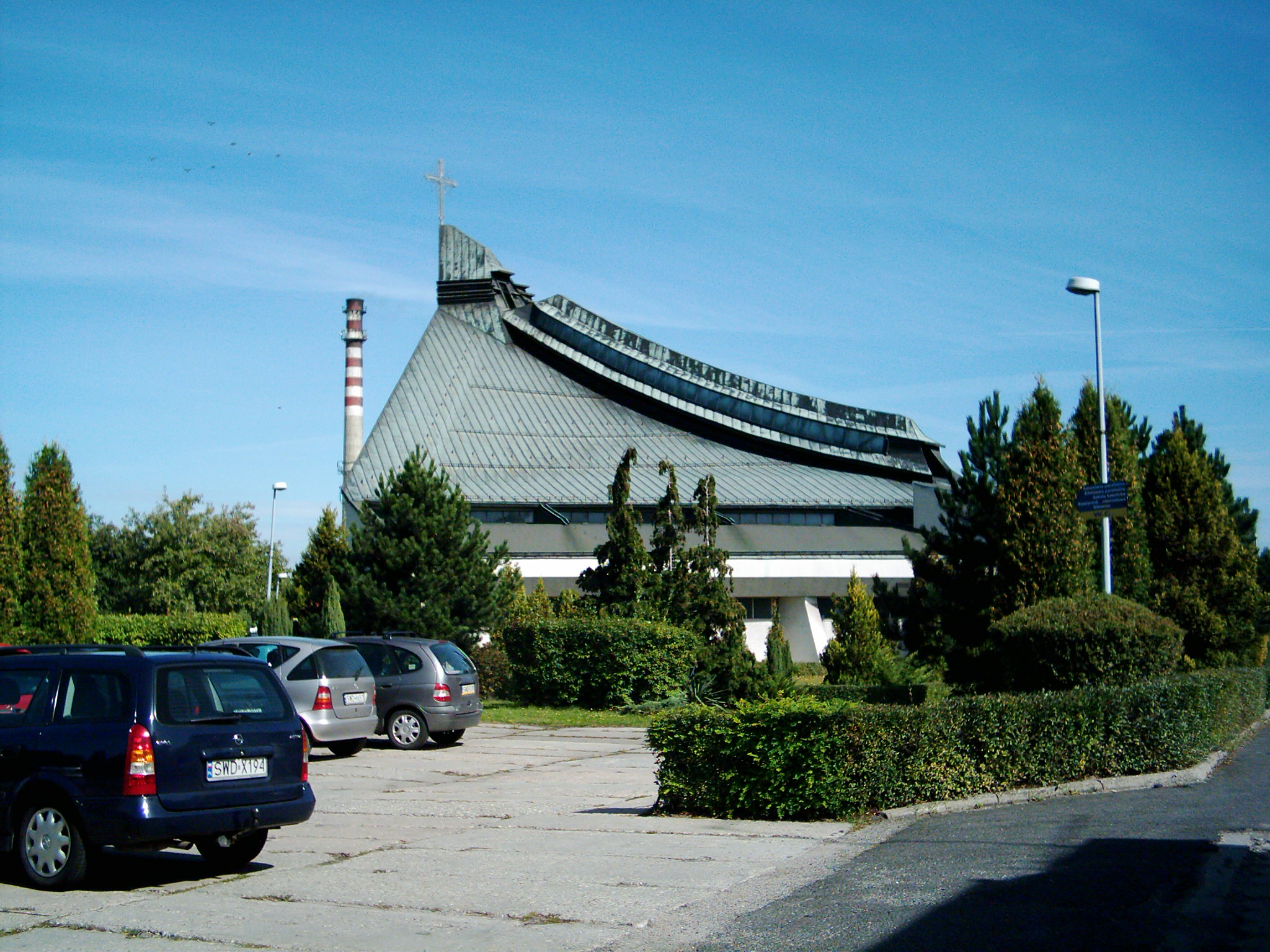
Parafia Św. Herberta w Wodzisławiu Śląskim na ul. Radlińskiej
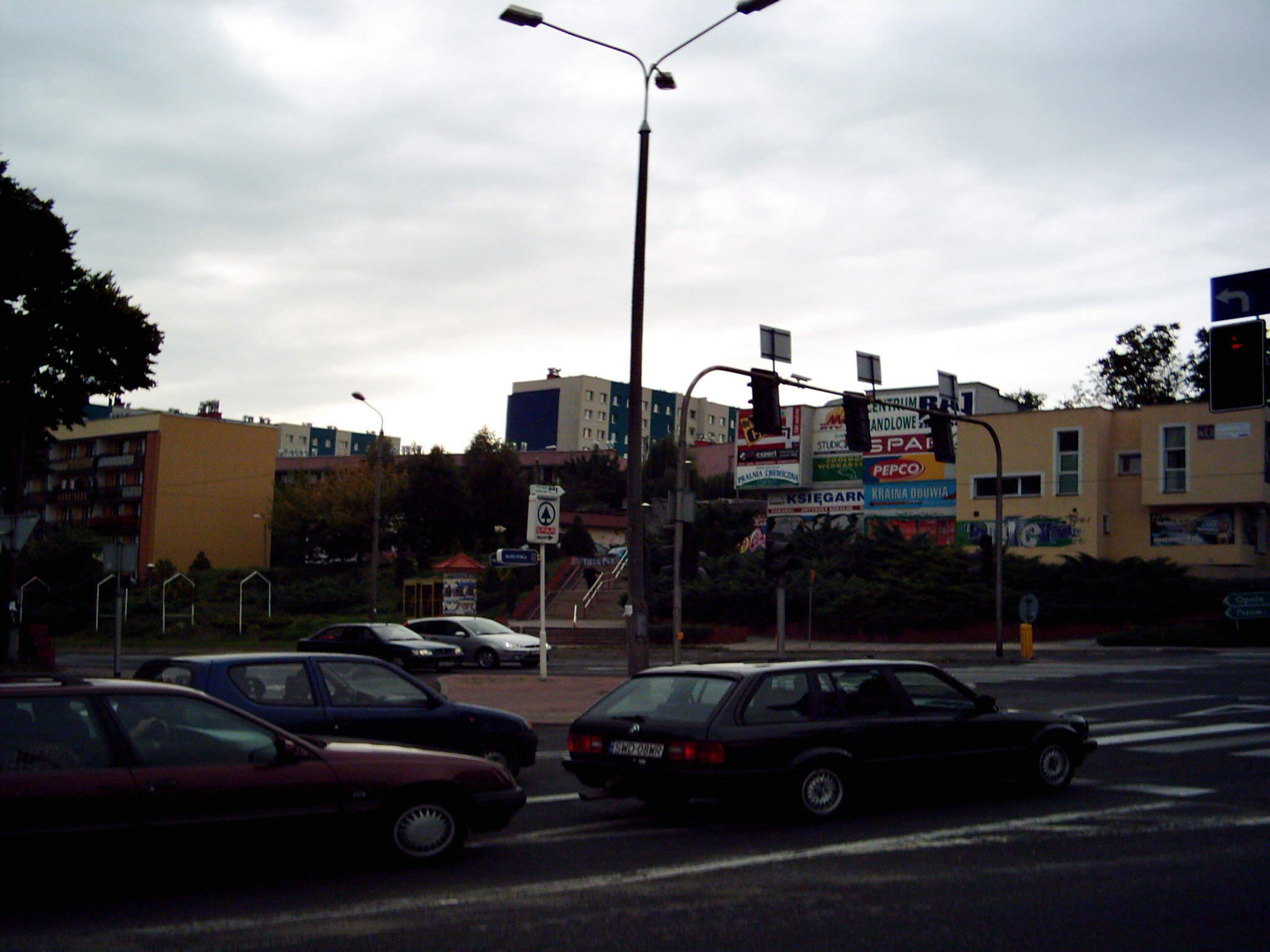
Osiedle XXX-lecia

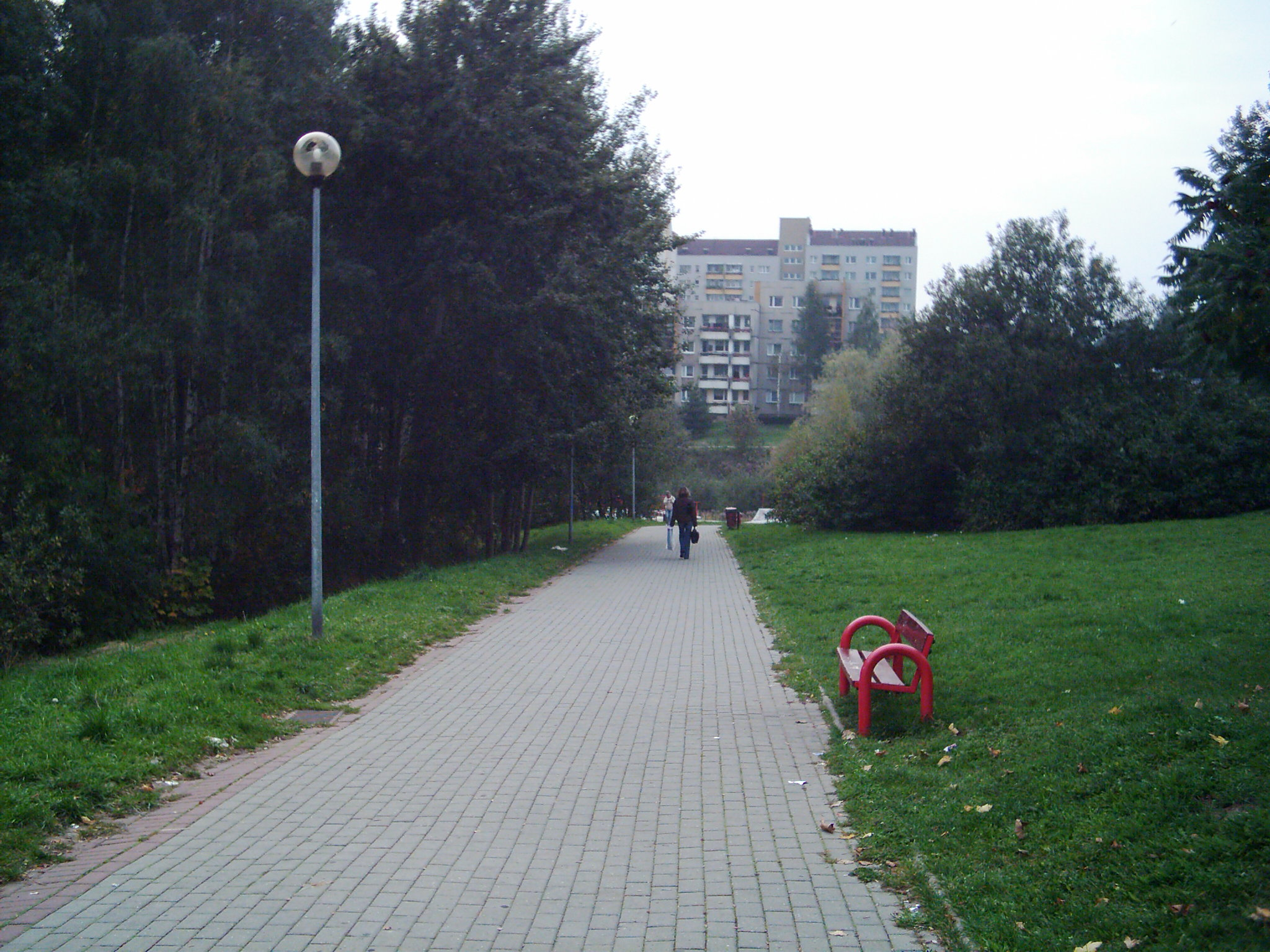
Wodzisławskie Jary między os. XXX-lecia a os. Piastów
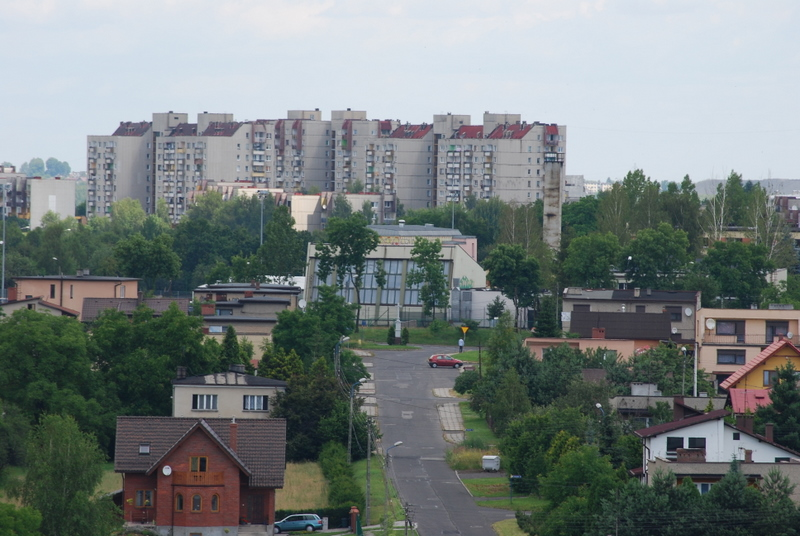
Widok od strony Jedłownika na Osiedle Piastów w Wodzisławiu Śląskim
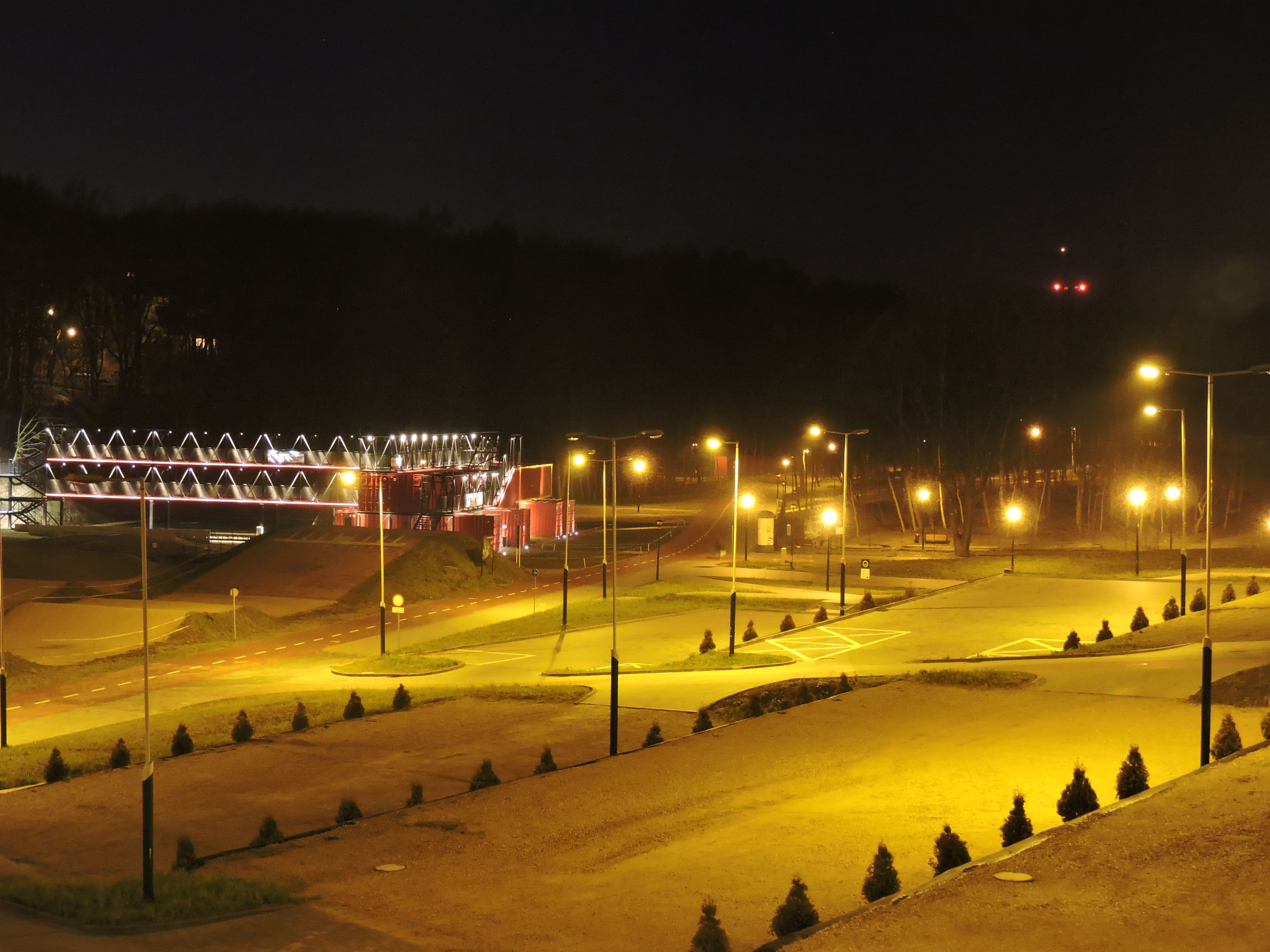
Rodzinny Park Rozrywki Trzy Wzgórza